# Trio Chausson
Le trio Chausson est un trio de musique de chambre français, créé au Conservatoire de Paris (CNSMDP) en 2001.

## Formation
Constitué de Matthieu Handtschoewercker (violon), Antoine Landowski (violoncelle) et Boris de Larochelambert (piano), le trio Chausson se forme en 2001. Il choisit son nom en hommage au compositeur Ernest Chausson. Le trio reçoit l'enseignement de Pierre-Laurent Aimard au CNSMDP et se perfectionne auprès de Claire Désert, Ami Flammer et Alain Meunier. Parallèlement, l'European Chamber Music Academy (ECMA) les nomme invités permanents, leur permettant de bénéficier des conseils de chambristes européens éminents tels qu'Hatto Beyerle, Anner Bylsma, Gérard Wyss, Eckart Heiligers, Shmuel Ashkenazy, Rainer Kussmaul, Johannes Meissl… 
Membres précédents : Philippe Talec (2001-2015), Leonard Schreiber (2015-2018).

## Carrière
Ils bénéficient en 2005 du programme "Déclic" de France Culture avec l'enregistrement d'un concert à Radio France. L'association de salles de concert ECHO les nomme Rising Star pour la saison 2007/2008; ils se produisent dans les plus grandes salles de concert européennes ainsi qu'au Carnegie Hall (New York). Enfin, ils bénéficient depuis 2011 du soutien d'Arts Global.
Le Trio Chausson s'est produit dans de nombreux festivals sur les cinq continents, participant notamment depuis 2008 aux Folles Journées de Nantes, Bilbao, Tokyo et Varsovie. Leurs sept enregistrements pour le label Mirare, consacrés à Chausson/Ravel, Schubert, Chopin/Liszt, Chaminade/Debussy/Lenormand, Haydn/Hummel, Beethoven et Fanny & Felix Mendelssohn, ont été salués par la critique (Maestro du magazine Pianiste, sélection du Monde, Golden Label de Klassiek Centraal, CD-Tipp de la NDR Kultur, Editor's Choice de Gramophone). Leur répertoire, très étendu, comporte plus d'une vingtaine de transcriptions dont ils sont les auteurs.

## Prix et distinctions
Le trio Chausson remporte le 1er prix du concours international de musique de chambre "Joseph Joachim" à Weimar en 2005 ainsi que le prix de la musique française - SPEDIDAM de celui d'Illzach la même année.

## Discographie
- Chausson : trio / Ravel : trio (Mirare, 2008)[3]
- Schubert : quintette op.114 "La Truite", trio n°2 op.100 (Mirare, 2008)[3]
- Chopin : trio op.8, Introduction et Polonaise brillante op.3 (transcription pour trio) / Liszt : Tristia, S.723 (Mirare, 2010)[3]
- Chaminade : trio n°2 op.34 / Debussy : trio / René Lenormand : trio op.30 (Mirare, 2012)[3]
- Haydn : trios Hob. XV: 1, 12, et 27 / Hummel : trio n° 2 op.22 (Mirare, 2014)[3]
- Beethoven: trios op.70/1 "Les esprits" et 97 "L'archiduc" (Mirare, 2020)
- Hensel: trio op.11 / Mendelssohn: trio n° 1 op.49 (Mirare, 2022)